# Précipité
Pour l’article homonyme, voir Précipitation.

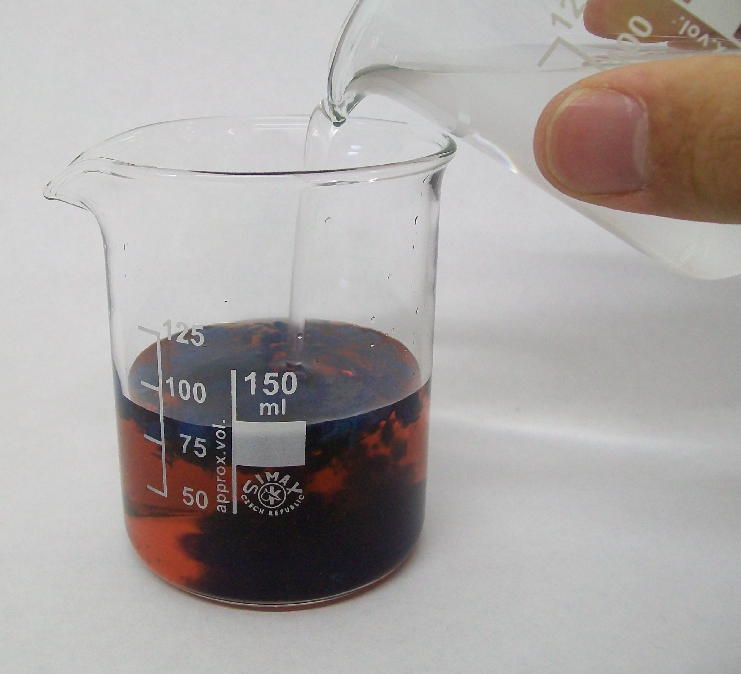
Formation d'un précipité d'hydroxyde de cobalt(II).

En chimie et en métallurgie, un précipité est une phase dispersée hétérogène dans une phase majoritaire. La formation d'un précipité est la précipitation. Le terme est aussi utilisé en biochimie, pour désigner la formation d'un agrégat moléculaire, par exemple d'anticorps, qui sédimente (ou est sédimenté par centrifugation) au fond du tube.
En chimie, cela désigne en général un cristal solide d'un sel ou un composé moléculaire dans un liquide. Les deux principales situations de formation d'un précipité sont :
1. lors d'une réaction chimique dont un des produits est peu soluble dans le solvant de la réaction,
2. lors d'un changement de température.

Cette définition exclut l'introduction d'un solide peu soluble dans l'eau comme certains ouvrages le préconisent pourtant.

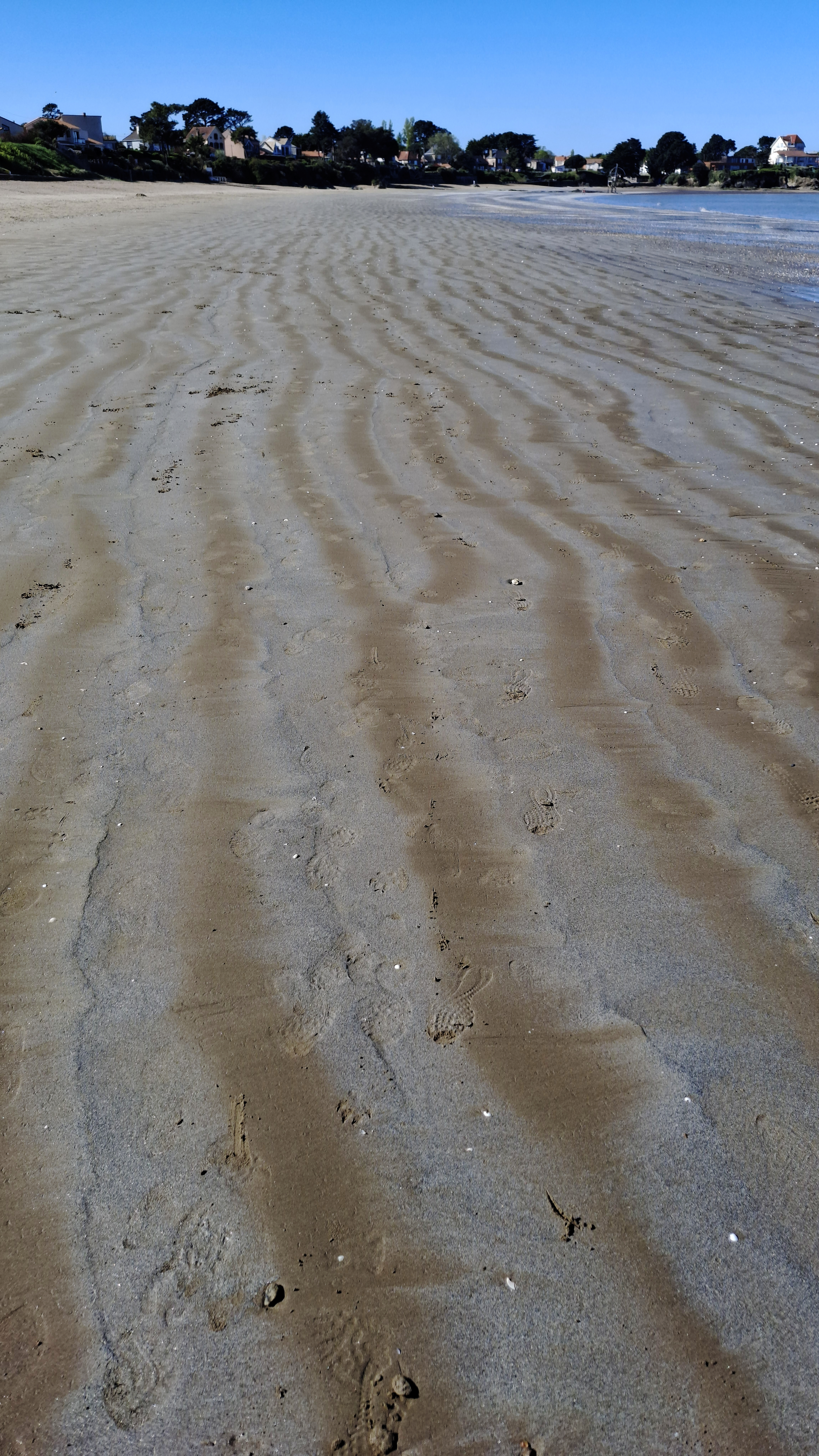
Précipité de sédiments en milieu salin, sous l'effet de la houle.

En métallurgie, cela peut en outre désigner la formation d'un cristal de composition donnée au sein d'un alliage. En météorologie, cela désigne la formation de gouttes d'eau ou de cristaux de glace dans l'atmosphère, voir précipitations.

## Approche en chimie

### Produit de solubilité
La présence d'un précipité stable résulte d'un équilibre thermodynamique entre la phase liquide (solution) et la phase solide (sel).
On considère une solution, par exemple une solution aqueuse de chlorure de sodium NaCl (sel de cuisine). Si l'on met une faible quantité de sel dans l'eau, ce sel se dissout. À partir d'une quantité Cs donnée, qui dépend de la température, le sel ne se dissout plus : la solution est dite « saturée ».
Dans le cas où Cs croît avec la température, on peut avoir une dissolution d'un précipité par chauffage qui se reformera au refroidissement de la solution. Si C est la concentration de sel, alors :
C < Cs(T) : le sel est dissous ;
C > Cs(T) : le sel précipite (saturation).
La solubilité peut croître ou décroître avec la température. Quand elle décroît, c'est en chauffant qu'un précipité peut se former. C'est le cas de l'acétate de calcium ; 37,4 g/100 mL (0 °C) ; 34,7 g/100 mL (20 °C) ; 29,7 g/100 mL (100 °C). Cette évolution inverse de la solubilité avec la température arrive avec des composés ioniques dans l'eau, mais en aucun cas avec les composés moléculaires (par exemple en chimie organique).
La précipitation est notée comme une équation chimique :
Na+ + Cl− ↔ (NaCl)cr
où « Na+ » et « Cl− » désignent les espèces dissociées (le sel dissous) et « (NaCl)cr » désigne le sel cristallisé. En général, on note l'espèce dissoute sans indice, et on place une flèche sous l'espèce cristallisée :
{\displaystyle {\ce {Na+{+}Cl- <=> NaCl v}}}
Comme pour toute réaction d'équilibre, on peut définir une constante d'équilibre Ks, appelée produit de solubilité :
Ks(T) = [Na+]·[Cl−]
(lorsqu'il y a précipitation)
et le potentiel de cette constante pKs :
pKs = –log (Ks)
L'utilisation du Ks est plus générale, car les ions Na+ et Cl− peuvent provenir de plusieurs sels différents. Si les concentrations sont exprimées en fraction molaire,
alors dans ce cas précis on a jusqu'à la précipitation
C = [Na+] = [Cl−]
soit
Ks = Cs2
Dans le cas général, on a deux ions Am+ et Bn− qui peuvent former un sel AnBm ; le produit de solubilité s'écrit :
Ks = [Am+]n·[Bn−]m

### Utilisations
La formation d'un précipité peut caractériser la présence d'une espèce en solution en chimie analytique. C'est aussi le moyen de séparer une espèce présente dans un mélange, un ion métallique pour préparer le métal ou une espèce synthétisée à partir du mélange réactionnel.

## Approche en matériaux
En métallurgie, et en science des matériaux en général, on s'intéresse à deux phénomènes :
- la formation des premiers cristaux lors de la solidification ;
- la formation d'une nouvelle phase solide alors que l'on est déjà en phase solide.

Dans les deux cas, la formation de cette phase hétérogène se fait en deux étapes :
- germination (parfois désigné par l'anglicisme « nucléation ») ;
- croissance.

En phase solide, après la croissance des précipités, ces derniers peuvent continuer d'évoluer par coalescence. Enfin, il existe également un mode de précipitation particulier, la décomposition spinodale.

### Solidification

#### Germination
Dans le cas de la solidification, la germination se fait en général lors du refroidissement.
Prenons le cas d'un corps pur.
Pour une pression P donnée, en dessous d'une température Tf donnée (le point de fusion, dépendant de la pression), seule la phase solide est stable, donc en théorie, la température reste stable à Tf(P) le temps que tout le liquide se solidifie (la solidification libère de la chaleur, la chaleur latente de fusion, qui compense la diminution de température).
Dans les faits, on assiste à de la surfusion : les cristaux créés à Tf sont dissous par l'agitation thermique. Il faut que la température baisse suffisamment pour que ces microcristaux soient stables ; on peut amorcer la germination en mettant un inoculant (ce sont des grains ou atomes interstitiels amenés volontairement pour accélérer le processus de germination et rendre l'alliage plus résistant et plus dur; on parle aussi d'impuretés (des grains d'une composition différente qui ne fondent pas et qui vont former l'amorce des cristaux)). Ces impuretés améliorent les caractéristiques de l'alliage formé, car elles provoquent une formation plus élevée, et en plusieurs endroits, de germes qui eux donneront naissance aux grains.
Thermodynamiquement, la création d'un cristal libère de l'énergie, mais en nécessite aussi du fait de la création d'une interface solide-liquide (tension superficielle) ; pour que la germination se fasse, il faut que celle-ci soit favorable thermodynamiquement, c'est-à-dire que l'énergie libérée par la mise en ordre des atomes compense la tension superficielle.

### Précipitation en phase solide
La précipitation en phase solide a lieu au sein d'un alliage. En général, on a un métal majoritaire M contenant une quantité minoritaire d'alliage A. Lorsque la concentration en élément d'alliage A est faible, on a une phase homogène constituée d'une solution solide de A dans M (voir l'article Défaut ponctuel).
Lorsque la concentration de A dépasse une valeur limite Cs(T), il y a formation de cristaux d'un alliage stœchiométrique, en général ordonné, de M et de A : MmAa (m et a étant les proportions stœchiométriques). Ce faisant, l'alliage s'appauvrit en A, le processus s'arrête donc lorsque la concentration globale de A dans le M restant est devenue inférieure à Cs(T). Si A est aussi un métal, MmAa est appelé « intermétallique ».
Si l'on augmente la température et que Cs(T) devient supérieur à la concentration de A dans la phase M, on assiste alors à une dissolution des précipités, toujours en phase solide.
Par exemple, un acier ou une fonte est un alliage de fer contenant une faible proportion de carbone. Dans certaines conditions de température, il peut se former des précipités de carbure Fe3C (cémentite)au sein de l'acier ou de la fonte.
Le phénomène est en fait plus complexe, car il y a en général plusieurs éléments d'alliage qui influencent la stabilité des phases.

#### Germination
La précipitation en phase solide se fait également lors d'un refroidissement lent (une trempe peut empêcher la précipitation).
Dans le cas des alliages d'aluminium, localement, la sursaturation en élément d'alliage provoque une mise en ordre des atomes qui viennent former une zone dite de « Guinier-Preston » ou « zone G-P ». Cette zone de Guinier-Preston forme l'amorce de germe : ce n'est pas encore un cristal ordonné. Le mouvement des atomes de l'élément d'alliage a appauvri le mélange localement, et cet appauvrissement est compensé par une migration des atomes, la diffusion. La zone de Guinier-Preston est donc alimentée en atomes d'élément d'alliage, et peut donc se transformer en germe.
Comme dans le cas de la solidification, la tension superficielle fait que la germination a lieu en dessous de la température de dissolution du précipité.

#### Croissance
La croissance désigne le grossissement, ou l'augmentation de taille des cristaux.

## Approche en biochimie / immunochimie
La précipitation de biomolécules, particules ou cellules, leurs agrégats ou leurs complexes avec d'autres composés résulte d'une perte de solubilité et d'une augmentation de masse moléculaire ou pondérale (ex. : formation de complexes antigènes/anticorps ; agrégation de cellules (= agglutination) ; association de particules et cellules). Elle peut aussi résulter d'un changement de la composition du milieu (devenant de polarité opposée aux biomolécules, ou par changement de la force ionique), ou des caractéristiques des biomolécules (perte ou gain de groupes polaires par réaction chimique).
La précipitation entre en jeu dans :
- les méthodes d'extraction et de purification, par fractionnement ;
- les techniques d'analyse comme l'immunodiffusion/précipitation (radiale, Ouchterlony, etc.) très utilisées dans les tests sérologiques de diagnostic : le composé à analyser (usuellement une toxine, cytokine, etc.) diffuse dans un gel (ex. : de gélose) et précipite à une distance proportionnelle à sa concentration en se complexant à un anticorps qui lui est spécifique et présent dans le gel, ou un autre ligand diffusant d'un autre puits. La technique Fused Rocked Immuno-Electrophoresis réalise cela dans un gel soumis à électrophorèse ;
- les techniques d'analyse utilisant des cellules ou particules (agglutination) : les tests d'hémagglutination et inhibition de l'hémagglutination font réagir des anticorps ou des lectines avec des globules rouges qui agglutinent et sédimentent au fond du tube (ex. : test de Coombs) ; les tests de diagnostic rapides font précipiter des particules d'or, des billes de latex ou de polystyrène, en solution ou sur une membrane ou migre par capillarité les réactifs ou l'échantillon ;
- l'immunoprécipitation réalise une purification à partir de milieux complexes dans un but analytique.